# Fulvetta
Fulvetta är ett släkte i familjen papegojnäbbar inom ordningen tättingar.

## Arter i slöktet
Släktet omfattar åtta arter som förekommer från Himalaya till centrala Kina, Taiwan och södra Vietnam:
- Glasögonfulvetta (F. ruficapilla)
- Laosfulvetta (F. danisi )
- Streckbröstad fulvetta (F. striaticollis)
- Rhododendronfulvetta (F. ludlowi)
- Vitbrynad fulvetta (F. vinipectus)
- Gråörad fulvetta (F. manipurensis)
- Gråhuvad fulvetta (F. cinereiceps)
- Taiwanfulvetta (F. formosana)

Tidigare omfattade Fulvetta ett större antal arter, som fortfarande på engelska kallas fulvettas. DNA-studier har dock visat att de inte är varandras närmaste släktingar och till och med tillhör olika familjer.

## Familjetillhörighet
Fulvetta är en del av en grupp i övrigt bestående av papegojnäbbar, den amerikanska arten messmyg, de tidigare cistikolorna i Rhopophilus samt en handfull släkten som tidigare också ansågs vara timalior (Lioparus, Chrysomma, Moupinia och Myzornis). Denna grupp är i sin tur närmast släkt med sylvior i Sylviidae och har tidigare inkluderats i den familj. Enligt sentida studier skilde sig de åt för hela cirka 19 miljoner år sedan, varför gruppen urskilts i en egen familj, Paradoxornithidae. 